# Pavel Chihuán
Pavel Ivar Chihuán Camayo (né le 19 janvier 1986 à Huancayo) est un athlète péruvien, spécialiste de la marche.
En portant son record sur 20 000 m à 1 h 23 min 34 s 0 au stade de la Videna de Lima, le 12 juin 2015, il devient champion d'Amérique du Sud. Sur 50 km, son meilleur temps est de 3 h 56 min 35, obtenu à Taicang le 3 mai 2014.